# Cupaniopsis dallachyi
Cupaniopsis dallachyi är en kinesträdsväxtart som beskrevs av Sally T. Reynolds. Cupaniopsis dallachyi ingår i släktet Cupaniopsis och familjen kinesträdsväxter. Inga underarter finns listade i Catalogue of Life.